# Referendum niepodległościowe w Kurdystanie

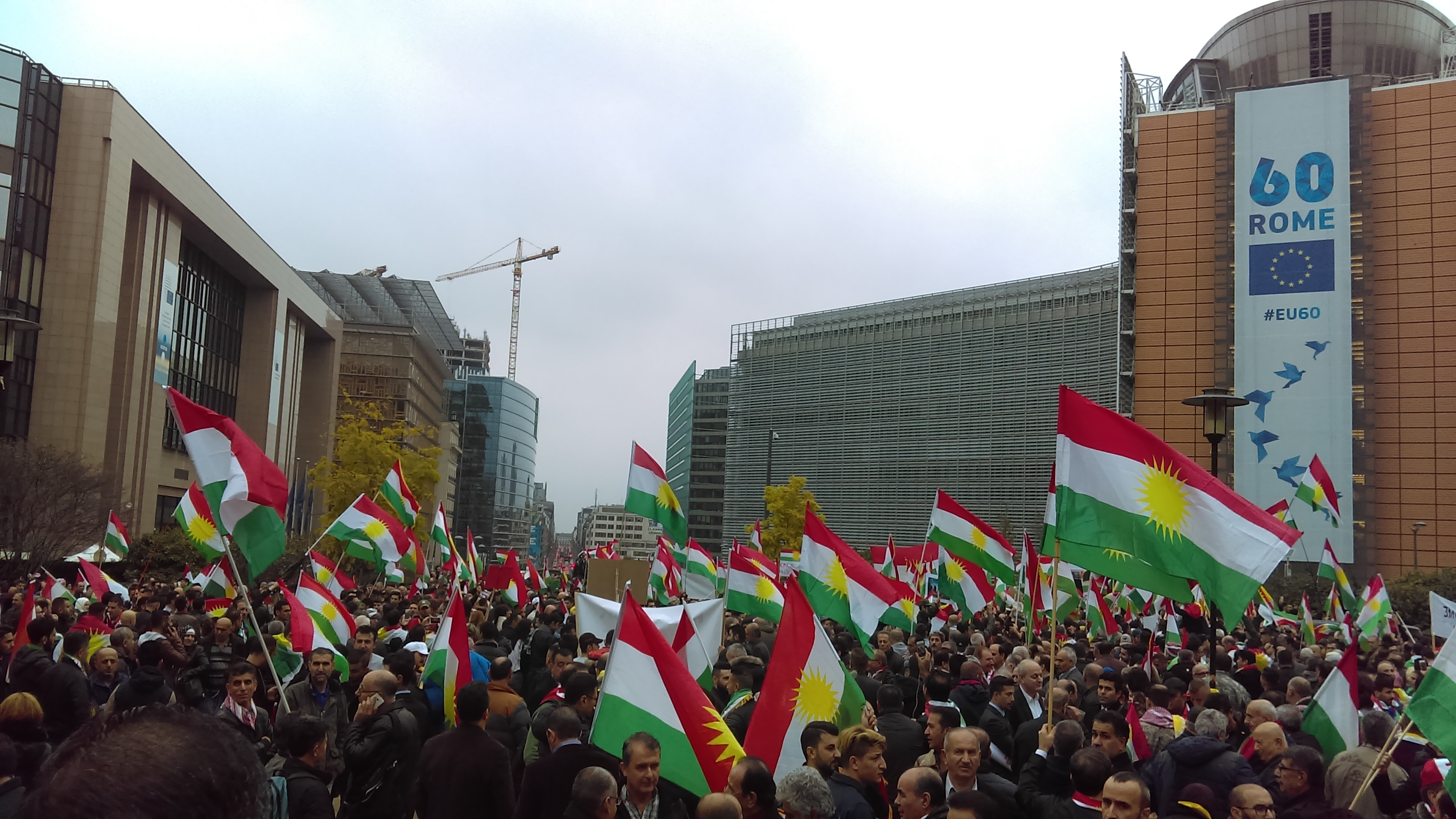
Demonstracja poparcia dla niepodległości Kurdystanu. Bruksela, październik 2017

Referendum niepodległościowe w Kurdystanie – referendum niepodległościowe, które zgodnie z zapowiedzią prezydenta autonomicznego rządu kurdyjskiego Masuda Barzaniego odbyło się 25 września 2017 roku na terenie irackiego regionu autonomicznego Kurdystanu. Rząd Iraku sprzeciwił się organizacji referendum. 92,7 proc. uczestników referendum zagłosowało za niepodległością Kurdystanu.

## Sondaż
Jedyne badanie dotyczące kwestii niepodległości Kurdystanu zostało przeprowadzone w dniach 25–27 sierpnia 2017. Sondaż swoim zasięgiem objął prowincje Irbil, As-Sulajmanijja, Dahuk, Halabdża i Kirkuk, a także miasta Chanagin, Jalawla i Mandali w Diyala. Wynik badania wykazał, że zamiar głosowania na „Tak” deklarowało 52,9% wobec 25,6% na „Nie”. 3,6% ankietowanych stwierdziło, że nie weźmie udziału, a pozostałe 17,9% było niezdecydowanych.

## Głosowanie
Głosowanie zostało przeprowadzone w języku kurdyjskim, arabskim, tureckim i asyryjskim. Uczestnicy referendum odpowiadali na pytanie: „Czy chcesz, aby region Kurdystanu i obszar Kurdystanu poza administracją regionu stał się niezależnym państwem?”.

## Stanowisko partii politycznych
| Partie polityczne reprezentowane w parlamencie Kurdystanu | Partie polityczne reprezentowane w parlamencie Kurdystanu | Partie polityczne reprezentowane w parlamencie Kurdystanu | Partie polityczne reprezentowane w parlamencie Kurdystanu | Partie polityczne reprezentowane w parlamencie Kurdystanu | Partie polityczne reprezentowane w parlamencie Kurdystanu | Partie polityczne reprezentowane w parlamencie Kurdystanu | Partie polityczne reprezentowane w parlamencie Kurdystanu |
| Wybór                                                     | Partia                                                    | Partia                                                    | Partia                                                    | Mandaty w parlamencie                                     | Lider                                                     | Pozycja na scenie politycznej                             | Przypis                                                   |
| --------------------------------------------------------- | --------------------------------------------------------- | --------------------------------------------------------- | --------------------------------------------------------- | --------------------------------------------------------- | --------------------------------------------------------- | --------------------------------------------------------- | --------------------------------------------------------- |
| Tak                                                       |                                                           | KDP                                                       | Demokratyczna Partia Kurdystanu                           | 38                                                        | Masud Barzani                                             | Koalicja                                                  | [ 6 ]                                                     |
| Tak                                                       |                                                           | PUK                                                       | Patriotyczna Unia Kurdystanu                              | 18                                                        | Dżalal Talabani                                           | Centrolewica                                              | [ 7 ]                                                     |
| Tak                                                       |                                                           | KIU                                                       | Islamska Unia Kurdystanu                                  | 10                                                        | Salaheddine Bahaaeddin                                    | Prawica                                                   | [ 8 ]                                                     |
| Tak                                                       |                                                           | KSDP                                                      | Socjaldemokratyczna Partia Kurdystanu                     | 1                                                         | Mohammed Haji Mahmoud                                     | Centrolewica                                              | [ 9 ]                                                     |
| Tak                                                       |                                                           | KCP                                                       | Komunistyczna Partia Kurdystanu                           | 1                                                         | Kamal Shakir                                              | Skrajna lewica                                            | [ 10 ]                                                    |
| Tak                                                       |                                                           | KTP                                                       | Robotnicza Partia Kurdystanu                              | 1                                                         | Balen Mahmoud                                             | Lewica                                                    | [ 11 ]                                                    |
| Tak                                                       |                                                           | KIM                                                       | Islamski Ruch Kurdystanu                                  | 1                                                         | Erfan Ali Abdulaziz                                       | Prawica                                                   |                                                           |
| Tak                                                       |                                                           | TDL                                                       | Rozwojowa Lista Turkmenów                                 | 2                                                         | Mohammad Sadaddin                                         | Mniejszość narodowa                                       | [ 12 ]                                                    |
| Tak                                                       |                                                           | CSAPC                                                     | Chaldejsko-Syryjsko-Asyryjska Rada Ludowo-Demokratyczna   | 2                                                         | Sarkis Aghajan Mamendo                                    | Mniejszość narodowa                                       | [ 13 ]                                                    |
| Tak                                                       |                                                           | ETL                                                       | Lista Turkmenów w Ibrilu                                  | 1                                                         |                                                           | Mniejszość narodowa                                       |                                                           |
| Tak                                                       |                                                           | KIG                                                       | Islamska Grupa Kurdystanu                                 | 6                                                         | Ali Bapir                                                 | Koalicja                                                  | [ 14 ]                                                    |
| Nie                                                       |                                                           | Gorran                                                    | Ruch Gorran                                               | 24                                                        | Omar Said Ali                                             | Centrolewica                                              | [ 15 ]                                                    |
| Nie                                                       |                                                           | ITF                                                       | Iracki Front Turkmenów                                    | 1                                                         | Erşad Salihi                                              | Mniejszość narodowa                                       | [ 16 ]                                                    |
| Nie                                                       |                                                           | ADM                                                       | Asyryjski Ruch Demokratyczny                              | 2                                                         | Yonadam Kanna                                             | Mniejszość narodowa                                       | [ 17 ]                                                    |

## Wynik
| Odpowiedź      | Głosów    | Głosów  | Źródło |
| Odpowiedź      | Liczba    | Procent | Źródło |
| -------------- | --------- | ------- | ------ |
| Tak            | 2.861.471 | 92,73%  | [ 18 ] |
| Nie            | 224.464   | 7,20%   | [ 18 ] |
| Głosy ważne    | 3 085 935 | 92,51%  | [ 18 ] |
| Głosy nieważne | 249.990   | 7,49%   | [ 18 ] |
| Razem          | 100%      | 100%    | [ 18 ] |
| Frekwencja     | 72%       | 72%     | [ 18 ] |

## Reakcje
- Belgia: W rozmowie z NRT News po spotkaniu z wicepremierem Kurdystanu Qubad Talabanim, wicepremier Belgii Jan Jambon oświadczył, że wszystkie narody mają prawo do samostanowienia[19]. Ambasador Belgii w Iraku Hendrik Van de Velde stwierdził, że Belgia nie zajęła oficjalnego stanowiska w kwestii kurdyjskiego referendum[20].
- Polska: Minister spraw zagranicznych Witold Waszczykowski stwierdził, że „doskonale rozumie ambicje Kurdów”, ale wezwał kurdyjskich urzędników do współpracy z innymi[21].
- Irak: Premier Iraku Hajdar al-Abadi uznał referendum za niekonstytucyjne i nielegalne. Zażądał przekazania w ciągu 72 godzin kontroli rządowi Iraku nad lądowymi i powietrznymi przejściami granicznymi oraz zażądał przejęcia dochodów ze sprzedaży ropy w Regionie Kurdystanu przez rząd federalny Iraku[22]. Centralny rząd iracki dał bojownikom kurdyjskim ultimatum na opuszczenie miasta[23]. Następnie 16 października wojska irackie oraz Siły Mobilizacji Ludowej[24], po krótkotrwałych starciach na przedpolu miasta, wkroczyły i praktycznie bez walki przejęły kontrolę nad Kirkukiem[25].